# Пущинская радиоастрономическая обсерватория
Пущинская радиоастрономическая обсерватория АКЦ ФИАН — старейшее научное учреждение России, занимающееся радиоастрономией. ПРАО основана 11 апреля 1956 года Распоряжением Совета Министров СССР как Радиоастрономическая станция ФИАН (РАС ФИАН) на базе постоянно действовавших c 1948 года в Крыму экспедиций. В 1990 году она вошла в состав Астрокосмического центра ФИАН, а в 1996 году была переименована в обсерваторию и получила современное название .

## Основные радиотелескопы
В настоящее время на обсерватории функционируют несколько телескопов:

### РТ-22

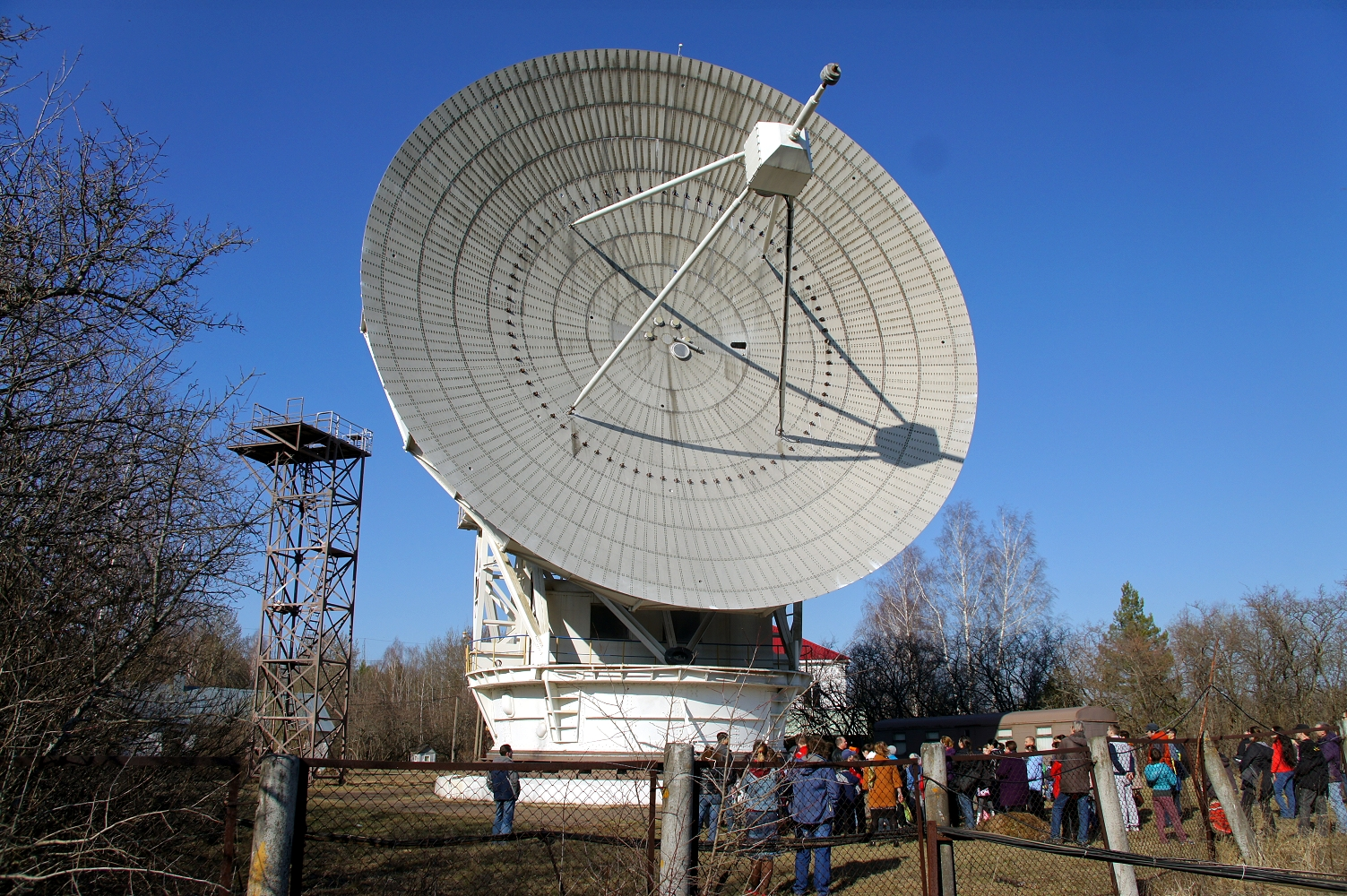
РТ-22

RT-22 — Радиотелескоп с тарелкой 22 метра.
Старейший телескоп в обсерватории и один из старейших в России. Создавался с 1951 по 1959 гг. по инициативе первого директора РАС ФИАН профессора В. В. Виткевича. Научным руководителем работ был А. Е. Саломонович, главным конструктором — П. Д. Калачев.

### ДКР-1000

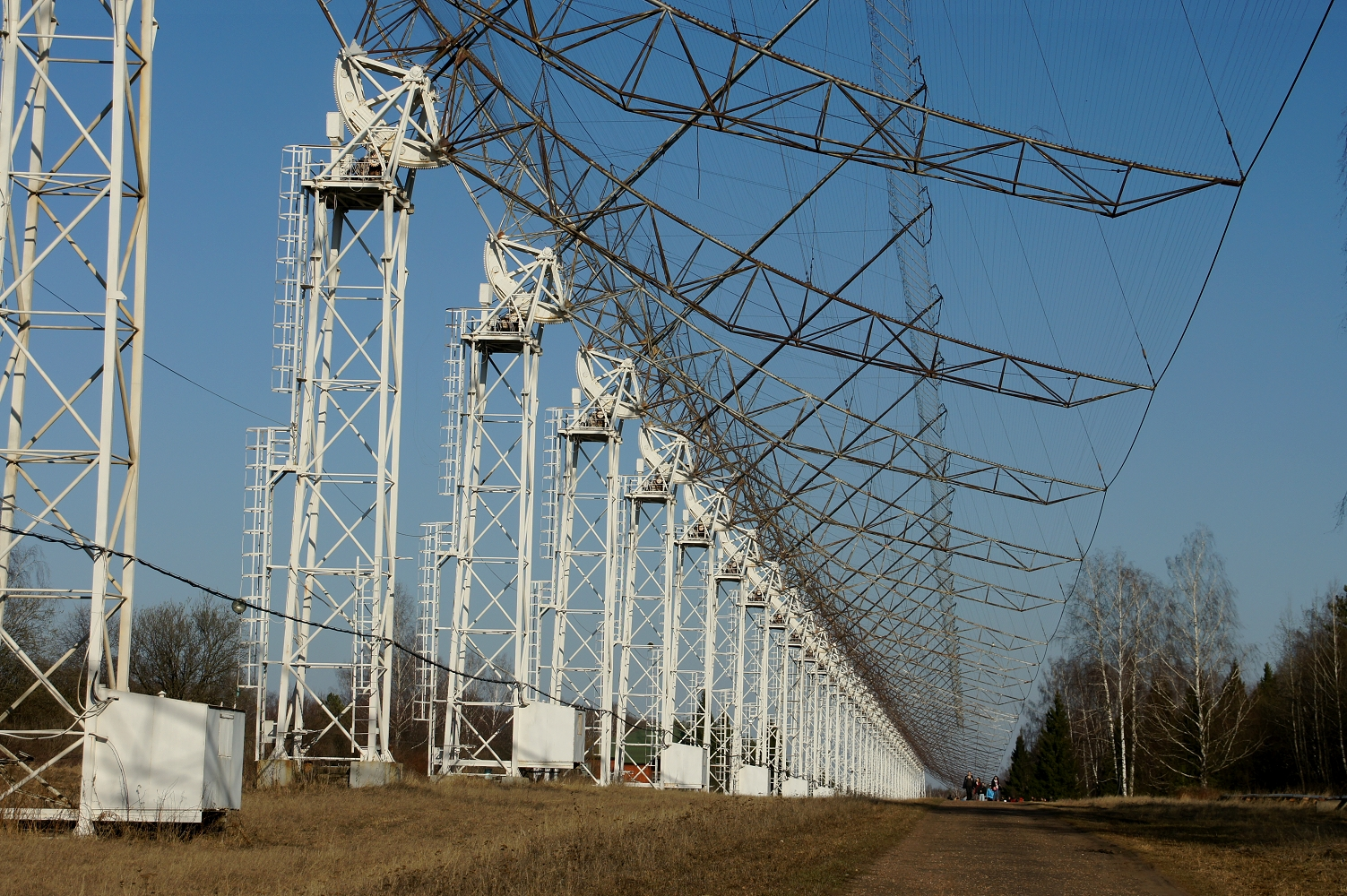
ДКР-1000

DCR-1000 — Диапазонный Крестообразный Радиотелескоп 1000-метровый.
Радиотелескоп меридианного типа с незаполненной апертурой — состоит из двух антенн Север-Юг и Восток-Запад, расположенных в форме креста. Антенна Север-Юг была разрушена «охотниками за цветным металлом» в конце 1990-х годов и с тех пор не восстановлена.

### БСА
BSA — Большая сканирующая антенна.

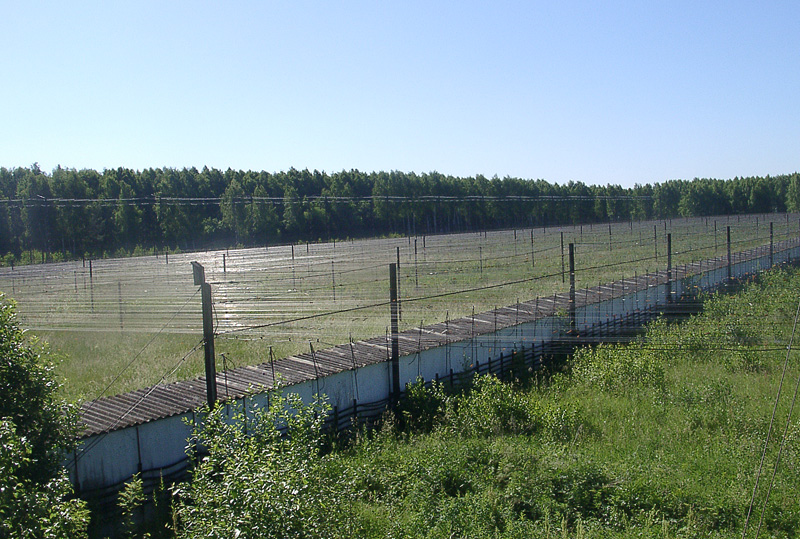
БСА

Радиотелескоп меридианного типа с заполненной апертурой — представляет собой плоскую эквидистантную решетку из 16384 волновых диполей размером 187×384 м соответственно в направлении Восток-Запад и Север-Юг. Изначально рабочая частота была 102,5 МГц ± 1,5 МГц, но после того как этот диапазон был отдан для радиовещания пришлось переделать телескоп для работы на частоте 109—113 МГц.

## Известные сотрудники
- Кузьмин, Аркадий Дмитриевич
- Дагкесаманский, Рустам Давудович
- Самодуров, Владимир Алексеевич

## Проекты
- Коммуникации с радиотелескопом Радиоастрон (РТ-22).

## Фоторепортажи
- Виктор Борисов. Пущинская радиоастрономическая обсерватория. ЖЖ (25 декабря 2009). Дата обращения: 25 февраля 2017.
- Folko. (Пущинская Радиоастрономическая обсерватория) ПРАО. Часть 2. Радиотелескоп РТ-22. SpacePhys.ru (22 апреля 2010). Дата обращения: 25 февраля 2017.
- Иван Второв. День открытых дверей 2: в Пущино и у Персея. ЖЖ (20 августа 2012). Дата обращения: 25 февраля 2017.